# Major Wire Industries
Major Wire Industries (traduit en Les Industries fil métallique Major ou abrégé en Major Wire), est une entreprise manufacturière canadienne créée en 1875 qui fabrique des toiles de criblage conventionnelles (faites de fils d'acier tissés) et autonettoyantes, dites de haute-performance(faites de fils d'acier ondulés ou droits, tenus côte à côte par des bandes de polyuréthane). La société gère des usines de fabrication et des bureaux au Canada, aux États-Unis, en Belgique et en Chine. Le siège social est situé à Candiac, en banlieue de Montréal. Ses filiales sont Major Wire Screen Media située à Fife, en banlieue de Seattle, ainsi que Major Screening sise Salisbury, anciennement connue sous le nom de W.S. Tyler Screening.

## Historique
1879 - Création de Major & Gibb par Edward James Major, et Patrick Thomas Gibb. La compagnie fabriquait initialement de petits tamis tissés de fils de métal, des grillages décoratifs ainsi que des grillages d’acier de sécurité. L'application de ces derniers était pour protéger les caissiers dans les institutions financières en cas de vols à main armée. Au début du XXe siècle, la Banque de Montréal acheta ces cages de sécurité.
1884 - Major & Gibb fusionne avec la compagnie R. Jellyman & Co - Paper Box Manufacturers pour former The Major Manufacturing Company.
1972 – Le nom de la compagnie change pour Major Wire Industries (Les Industries fil métallique Major). 
1990 – Jean Leblond achète la compagnie à Richard Pinsonnault, père de Sylvie Pinsonnault (première vice-présidente, Stratégie et solutions d'affaires chez Investissement Québec) et Richard Pinsonnault Jr. Afin d'amasser les sommes pouvant lui permettre d’acquérir Major, M. Leblond fut introduit au financier suisse Jürg Stäubli (Ancien propriétaire des magasins André Lalonde Sportsn et du club de hockey Junior Majeur Harfang de Beauport).
1996 - Major introduit dans le marché nord-américain une toile de criblage autonettoyante hybride (faite de polyuréthane et de métal) sous le nom de Flex-Mat. À l'opposé des tamis autonettoyants déjà disponibles sur les marchés européens comme le ONDAP GOMME de la compagnie Giron, le Flex-Mat ne possède pas de fils de trames. Seul le polyuréthane des bandes transversales sert à retenir les fils du tamis. Selon le fabricant, cette particularité assure un meilleur effet anticolmatant et augmente la vibration d'un crochet à l'autre. 
2000 - Enregistrement ISO 9001.
2005 - Major Wire fait le lancement du Flex-Mat 3.
2007 - Ouverture en Chine d’une usine de fabrication de tamis tissés pour les spécifications standards et lancement du Flex-Mat 3 Modulaire.
Le 1er janvier 2012, Haver & Boecker, une société privée allemande œuvrant dans les marchés du tamisage, du mesh fin et de l'emballage, acquiert 40 % des actions de l'entreprise. 
Le 1er janvier 2016, Haver & Boecker est devenu propriétaire majoritaire de la compagnie avec M. Bernard Betts comme président.